# ヨハン・カスパー・ヘルテリッヒ
ヨハン・カスパー・ヘルテリッヒ（Johann Caspar Herterich、またはJohann Kaspar Herterich、1843年4月3日 - 1905年10月26日）はドイツの歴史画家、風俗画家である。ミュンヘン美術院の教授を務めた。

## 略歴
バイエルンのアンスバッハに生まれた。父親のフランツ・ヘルテリッヒ(1798-1876)は彫刻家で、弟に画家となったルートヴィヒ・ヘルテリッヒ（1856-1932）がいる。1859年にミュンヘンにでて、ミュンヘン美術院で、フィリップ・フォン・フォルツやカール・フォン・ピロティに学んだ。1882年にミュンヘン美術院の助教授となり、1884年から教授になった。ヘルテリッヒに学んだ学生には レオニード・パステルナーク（1862-1945）や マールク・ラヨシュ（1867-1942）、マックス・スレーフォークト（1868-1932）、アレクサンダー・エッケナー（1870-1944）、カール・アウグスト・リナー（1871-1946）、マクシミリアン・ライニッツ（1872-1935）、ヨシップ・ラチッチ（1885-1908）、ロマン・クラムシュティク（1885-1942）らがいる。

## 作品

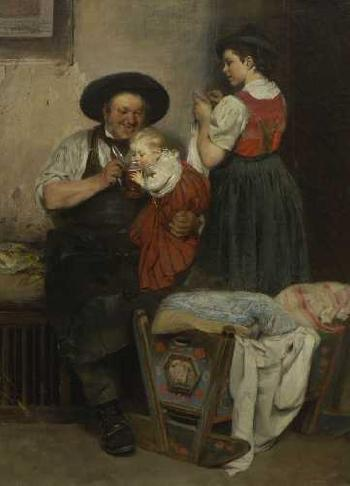
「習うより慣れろ」
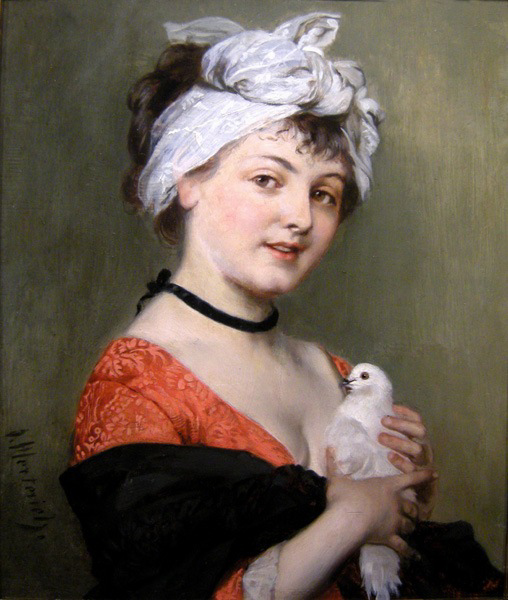
「鳩を持つ女性」
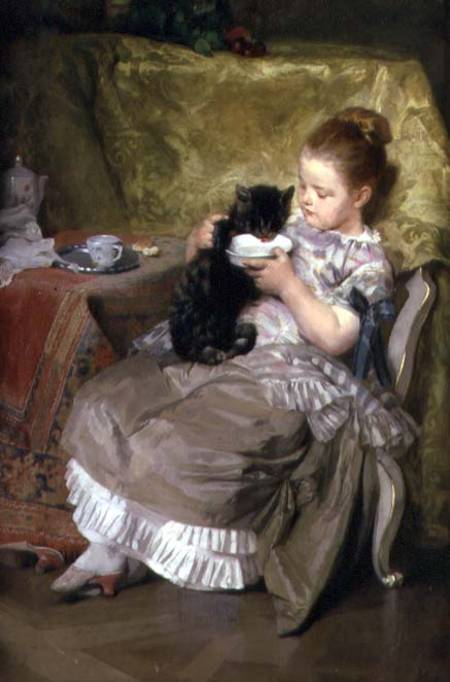
「猫と少女」